# 漢文陵
汉文陵，漢靈帝劉宏的陵园，位于河南省洛陽市西北。山方300步，高12丈。
東漢中平六年（189年）三月丙辰，漢靈帝崩于南宫嘉德殿，年三十四歲。三月戊午，皇子劉辯即皇帝位，六月辛酉，漢靈帝葬于文陵。